# Første Puniske Krig
Den Første Puniske Krig (264 – 241 f.Kr.) var den første af tre krige, der blev udkæmpet mellem de to daværende regionale stormagter i den vestlige del af Middelhavet: den Romerske Republik og Karthago. Over en periode på 23 år, i antikkens længste sammenhængende konflikt og største søkrig, kæmpede de to magter om overherredømmet. Krigen blev primært udkæmpet på Middelhavsøen Sicilien og dens omkringliggende farvande, men pågik ligeledes i Nordafrika. Krigen afstedkom enorme tab på begge sider og endte med en romersk sejr over karthagerne.
Krigen begyndte i 264 f.Kr. med, at romerne fik fodfæste på Sicilien ved Messana (nutidens Messina). Romerne pressede derefter Siracusa – den eneste betydelige uafhængige magt på øen – til at alliere sig med dem og belejrede Karthagos hovedbase ved Akragas (Agrigento). En stor karthagisk hær forsøgte at ophæve belejringen i 262 f.Kr., men blev besejret i Slaget ved Akragas. Romerne byggede efterfølgende en flåde for at udfordre karthagernes herredømme over havet. Som følge af innovative nye taktikker påførte de herefter karthagerne flere nederlag. En karthaginsk base på Korsika blev beslaglagt, mens et romersk angreb på Sardinien blev afværget; basen på Korsika blev efterfølgende tabt.
Som følge af deres flådesejre lancerede romerne en invasion af Nordafrika, som karthagerne dog opsnappede og blev gjort bekendt med. Ved det efterfølgende søslag ved Kap Ecnomus blev karthagerne igen slået. Dette var muligvis det største søslag i verdenshistorien, hvis man opgør efter antal af involverede kombattanter. Den romerske invasionen gik indledningsvis godt og i 255 f.Kr. forsøgte karthagerne at indgå fred. De romerske krav og vilkår for at indgå en fredsaftale var dog så hårde, at karthagerne fortsatte med at kæmpe og i sidste ende besejrede de angriberne romere. Romerne sendte efterfølgende en flåde for at evakuere deres overlevende, men karthagerne forsøgte at forhindre dette, hvilket ledte til Slaget ved Kap Hermaeum ud for Afrika. Her blev karthagerne dog besejret. Den romerske flåde blev til gengæld ødelagt af en efterfølgende storm, da den var på vej tilbage mod Italien. I denne forbindelse mistede romerne de fleste af sine skibe og over 100.000 mand.
Krigen fortsatte efterfølgende, hvor ingen af parterne var i stand til at opnå en afgørende fordel. Karthagerne angreb og generobrede Akragas i 255 f.Kr., men da de ikke troede, at de kunne holde byen, raserede de den og efterforlod den. Romerne genopbyggede hurtigt deres flåde og tilføjede 220 nye skibe. Samtidig erobrede romerne Panormus (nutidens Palermo) i 254 f.Kr. Det efterfølgende år mistede romerne 150 skibe til en storm. I 251 f.Kr. forsøgte karthagerne at generobre Panormus, men blev besejret i et slag uden for bymurene. Romerne havde langsomt lykkes med at besætte det meste af Sicilien, og i 249 f.Kr. belejrede romerne de to sidste karthagiske højborge på øen – i den vestligste del af øen. De lancerede også et overraskelsesangreb på den karthagiske flåde, men blev besejret i forbindelse med Slaget ved Drepana. Karthagerne efterfulgte denne sejr med endnu en sejr i Slaget ved Phintias, hvor de fleste af de resterende romerske krigsskibe gik tabt. Efter flere års dødvande genopbyggede romerne på ny deres flåde i 243 f.Kr. og blokerede i effekt de karthagiske garnisoner. Karthago samlede en flåde, der forsøgte at aflaste dem, men den blev ødelagt i Slaget ved Egadi-øerne i 241 f.Kr. Dette tvang de afskårne karthagiske tropper på Sicilien til at forhandle om fred.
Lutatius-traktaten blev efterfølgende indgået og underskrevet. I henhold til betingelser i denne traktat betalte Karthago store erstatninger til Rom, ligesom Sicilien blev annekteret som en romersk provins. Fremadrettet var Rom den førende militærmagt i det vestlige Middelhav, og i stigende grad Middelhavsområdet som helhed. Den enorme indsats med at bygge 1.000 skibe under krigen lagde grundlaget for Roms maritime dominans i 600 år. Afslutningen på krigen udløste et stort – men mislykket – oprør i det Karthagiske Rige (se Lejesoldatskrigen). Den uløste strategiske konkurrence mellem Rom og Karthago ledte til udbruddet af den Anden Puniske Krig i 218 f.Kr.

## Primære kilder
Hovedkilden til næsten alle aspekter af de puniske krige er historikeren Polybius (ca. 200 – ca. 118 f.Kr.), som var en græker, der blev sendt til Rom i 167 f.Kr. som gidsel. Hans værker inkluderer en nu tabt manual om militær taktik, men han er i dag mest kendt for værket "Historierne" (engelsk:The Histories), skrevet engang efter 146 f.Kr., eller omkring et århundrede efter afslutningen af den Første Puniske Krig. Polybius' værk anses generelt for objektivt og stort set neutralt i forhold til karthagiske og romerske synspunkter.
Karthagiske skriftlige kilder blev ødelagt sammen med deres hovedstad, Karthago, i 146 f.Kr. og Polybius' beretning om den Første Puniske Krig er derfor baseret på flere – i dag forsvundne/mistet – græske og latinske kilder. Polybius var en analytisk historiker og interviewede, så vidt muligt, personligt deltagere i de begivenheder, som han skrev om. Kun den første bog ud af de i alt 40, der udgør værket Historierne, beskæftiger sig med den Første Puniske Krig.
Nøjagtigheden af Polybius' beretning om den Første Puniske Krig er blevet heftigt debatteret de seneste 150 år. Men den moderne konsensus er generelt at acceptere den overvejende del for pålydende. De fleste detaljer om krigen i moderne værker er næsten udelukkende baseret på fortolkninger af Polybius' beretning. Den moderne historiker Andrew Curry mener, at "Polybius viser sig at [være] ret pålidelig"; mens Craige Champion beskriver ham som "en bemærkelsesværdig velinformeret, flittig og indsigtsfuld historiker". Der findes andre, senere historieskrivninger om krigen, men de er i fragmentarisk eller sammenfattende form. Moderne historikere tager ofte højde for de fragmentariske skrifter fra forskellige romerske annalister, særligt Livius (som stolede på Polybius), den græske historiker fra Sicilien Diodorus Siculus, og de senere græske forfattere Appian og Dio Cassius. Klassikeren Adrian Goldsworthy har udtalt, at "Polybius' beretning normalt er at foretrække, når den adskiller sig fra nogen af vores andre beretninger". Andre kilder omfatter inskriptioner, arkæologiske fund på land og empiriske beviser fra rekonstruktioner.
Siden 2010 har arkæologer fundet 19 bronze vædderstævne fra krigsskibe i havet ud for Siciliens vestkyst (en blanding af romerske og karthaginske). Der er også fundet ti bronzehjelme og hundredvis af amforaer. Vædderstævnene, syv af hjelmene og seks intakte amforaer samt et stort antal fragmenter er siden blevet bjærget. Man mener, at vædderstævnene hver især sad på et sunket krigsskib, da de blev deponeret på havbunden. De involverede arkæologer udtaler, at placering for disse fund – indtil videre – understøtter Polybius' beretning om, hvor Slaget ved Egadiøerne fandt sted. Baseret på dimensionerne af de bjærgede vædderstævne mener de arkæologer, der har studeret dem, at de alle stammer fra triere, hvilket står i kontrast til Polybius' beretning om, at alle involverede krigsskibe var quinqueremer. De mener dog, at de mange identificerede amforaer bekræfter nøjagtigheden af andre aspekter af Polybius' beretning om dette slag: "Det er den eftertragtede sammenhæng mellem de arkæologiske og historiske optegnelser."

## Baggrund
Den Romerske Republik havde – i århundredet op til den Første Puniske Krig udbrød – aggressivt udvidet sit territorium i den vestlige del af Middelhavet på det sydlige italienske fastland. Ved afslutningen af den Pyrrhiske Krig i 272 f.Kr. havde Rom erobret den del af den italienske halvø, der ligger syd for floden Arno. De græske byer i Syditalien (Magna Graecia) underkastede sig herefter romerne. I samme periode havde Karthago, med hovedstad i det nuværende Tunesien, opbygget et militært og handelsimperium, der dominerede det sydlige Spanien, store dele af kystområderne i Nordafrika, Balearerne, Korsika, Sardinien og den vestlige halvdel af Sicilien. Begyndende fra 480 f.Kr. havde Karthago udkæmpet en række resultatløse krige mod de græske bystater på Sicilien, anført af Syrakus. Ved den Første Puniske Krigs udbrød i 264 f.Kr. var Karthago og Rom de dominerende magter i det vestlige Middelhav. De to stater havde flere gange understreget deres gensidige venskab gennem formelle alliancer: i 509 f.Kr., 348 f.Kr. og omkring 279 f.Kr. Forholdet var godt med stærke handelsforbindelser. Under den Pyrrhiske Krig i 280-275 f.Kr. – mod en konge af Epirus, der skiftevis kæmpede mod Rom i Italien og Karthago på Sicilien – forsynede Karthago romerne med materiel og brugte mindst én gang sin flåde til at transportere en romersk styrke.
I år 289 f.Kr. besatte en gruppe italienske lejesoldater kendt som mamertinerne, der tidligere var blevet hyret af Syrakus, byen Messana (det moderne Messina) på Siciliens nordøstlige spids. Under pres fra Syrakus anmodede mamertinerne Karthago om assistance i 265 f.Kr. Karthagerne handlede og tvang Hieron II, konge af Syrakus, til at indstille yderligere kamphandlinger og overbeviste mamertinerne om at acceptere at lade en karthaginsk garnison være udstationeret. Herefter vendte mamertinerne sig pludseligt mod Karthago og anmodede om hjælp fra Rom. I henhold til Polybius fandt der herefter en betydelig debat sted i Rom om, hvorvidt man skulle acceptere mamertinernes bøn om hjælp. Da karthagerne allerede havde besat Messana, kunne accept nemt lede til krig mod Karthago. Romerne havde tidligere ikke udvist nogen interesse for Sicilien og ønskede ikke at komme soldater til undsætning, der uretmæssigt havde stjålet en by fra dens retmæssige ejere. Mange af dem så dog strategiske og økonomiske fordele i at få et fodfæste på Sicilien. Det fastlåste romerske Senat – muligvis på foranledning af Appius Claudius Caudex – lagde sagen for folkeforsamlingen i 264 f.Kr. Caudex opfordrede til at stemme for handling og lovede udsigt til rige plyndringer. Folkeforsamlingen besluttede derefter at acceptere mamertinernes anmodning. Caudex blev udnævnt til leder af en militær ekspedition med ordre om at krydse over til Sicilien og indsætte en romersk garnison i Messana.
Krigen brød ud i 264 f.Kr., da romerne gik i land på Sicilien. På trods af Karthagos fordel på til søs, lykkedes det romerne at krydse Messinastrædet uden nævneværdig modstand. To legioner under ledelse af Caudex marcherede herefter mod Messana, hvor mamertinerne havde fordrevet den karthaginske garnison under Hanno (ikke i familie med Hanno den Store). Byen blev herefter belejret af både karthagerne og syrakuserne. Kilderne er uklare omkring årsagen, men herefter opgav først syrakuserne og derefter karthagerne belejringen. Til gengæld marcherede romerne herefter sydpå og belejrede Syrakus, men de havde hverken en stor nok hær eller sikre forsyningslinjer til at gennemføre en succesfuld belejring, hvorfor de hurtigt trak sig tilbage. Karthago havde i løbet af de foregående to århundreders krigsførelse på Sicilien erfaret, at det var umuligt at gennemføre afgørende militære handlinger. Militære indsatser løb typisk ud i sandet efter store tab og enorme omkostninger. Karthagernes ledere forventede, at denne krig ville forløbe på samme måde. Samtidig ville deres overlegne flåde tillade dem at holde krigen på afstand og tilmed fortsætte med at blomstre økonomisk. Dette ville give dem mulighed for at rekruttere og betale en hær, der kunne operere åbent mod romerne, mens deres stærkt befæstede byer kunne forsynes ad søvejen og fungere som forsvarsgrundlag for operationerne.

### Hære
Voksne mandlige romerske borgere skulle aftjene værnepligt. De fleste tjente som fodfolk, mens den velhavende minoritet udgjorde kavaleriet. Traditionelt opstillede romerne to legioner med hver 4.200 fodfolk og 300 kavalerister. Et mindre antal fodfolk tjente som spydbevæbnede veliter. Resten var udrustede som tungt infanteri med kropsrustning, et stort skjold og korte sværd (gladius). De blev inddelt i tre rækker, hvor forreste række (hastati) også bar to spyd, mens anden (principes) og tredje række (triarii) i stedet havde et stødspyd (hasta). Både legionens underafdelinger og de enkelte legionærer kæmpede i en relativt åben formation. En hær blev normalt dannet ved at kombinere en romersk legion med en legion af lignende størrelse og udstyr, som blev leveret af deres latinske allierede (Socii).
Karthaginske borgere tjente kun i hæren, hvis der var en direkte trussel mod selve byen (Karthago). I de fleste tilfælde rekrutterede Karthago udlændinge til at forme deres hær. Mange kom fra Nordafrika, der leverede flere typer krigere, herunder infanteri, kastespydstropper og forskellige kavalerister. Både Spanien og Gallien bidrog med erfaren infanteri. Disse soldater var ubevæbnede og stormede frem med vildskab, men havde et ry for at trække sig tilbage, hvis kampene blev langvarige. Størstedelen af det karthaginske infanteri kæmpede i en tæt formation kendt som en falanks, typisk i to eller tre rækker. Specialiserede slyngekastere blev rekrutteret fra De Baleariske Øer. Karthagerne benyttede sig også af krigselefanter. Der levede afrikanske skovelefanter på dette tidspunkt i Nordafrika. Kilderne er ikke entydige om, hvorvidt elefanterne bar tårne med kæmpende soldater.

### Flåder
Quinqueremerne, der betyder "fem-årede", udgjorde størstedelen af både den romerske og den karthaginske flåde gennem alle de Puniske Krige. Typen var så almindelig, at Polybius brugte den som en generel betegnelse for "krigsskib". En quinquerem havde en besætning på 300 mand: 280 roere, 20 dækspersonale og officerer. Den ville normalt også have et supplement på 40 marinesoldater – typisk soldater tildelt skibet. Hvis kamp syntes at være forestående, kunne dette antal øges til så mange som 120.
At få roerne til at arbejde sammen som én enhed – for slet ikke at tale om at udføre mere komplekse kampmanøvrer – krævede lang og hård træning.  Mindst halvdelen af roerne skulle have en vis erfaring, for at skibet kunne manøvreres effektivt. Som følge heraf var romerne i starten af krigen i en knap så gunstig position, sammenlignet med de mere erfarne karthaginere. For at afbøde denne fordel opfandt romerne et corvus, som var en 1,2 meter bred og 11 meter lang bro med en tung pig i undersiden af den frie ende. Pigen var designet til at gennembore og forankre sig i fjendtlige skibes dæk. Dette gjorde det muligt for romerske legionærer, der fungerede som marinesoldater, at borde fjendtlige skibe og erobre dem i stedet for at bruge den traditionelle taktik med "ramming" af fjendens skibe (påsejle fjendens skibe med sit eget skibs vædderhorn, så de sank).
Alle krigsskibe var udstyret med vædderhorn – en tredobbelt række af 60 cm brede bronzeplader, der vejede op til 270 kg, placeret ved vandlinjen. I århundredet inden de Puniske Krige var det blevet mere og mere almindeligt at borde skibe, mens "ramming"-taktiker var blevet mindre normale. Dette skyldes, at de større og tungere skibe, der blev bygget i denne periode, manglede den fart og manøvredygtighed, der var nødvendig for at ramme fjendtlige skibe. Samtidig gjorde deres mere solide konstruktion vædderens effekt mindre, selv i tilfælde af et vellykket angreb. Den romerske tilpasning med et corvus var en fortsættelse af denne tendens og kompenserede for deres oprindelige ulempe med hensyn til mæglende erfaring i forhold til manøvrering af skibe. Den ekstra vægt i stævnen forringede dog både skibets manøvredygtighed og sødygtighed, og under barske havforhold blev dette corvus ubrugelig.

## Sicilien 264-256 f.Kr
En stor del af den Første Puniske Krig udspillede sig på eller nær Sicilien. Øens bakkede og barske terræn gjorde det svært at manøvrere store hære langt fra kysterne. Landskabet begunstigede forsvar frem for angreb. Landkampene begrænsede sig for det meste til plyndringer, belejringer og forstyrrelser af forsyningslinjer. I løbet af de 23 års krig på Sicilien fandt der kun to egentlige slag sted: Slaget ved Agrigentum i 262 f.Kr. og Slaget ved Panormus i 250 f.Kr. Garnisonsvagt og landblokader var de mest almindelige operationer for begge hære.
I henhold til gammel romersk tradition valgte man hvert år to mænd, kendt som konsuler, til at lede hver sin hær. I år 263 f.Kr. blev begge konsuler sendt til Sicilien med en hær på 40.000 mand. Belejringen af Syrakus blev derpå genoptaget. Da der ikke var nogen udsigt til karthagisk hjælp valgte Syrakus hurtigt at indgå en fredsaftale med romerne. Betingelserne for fredsaftalen bestod i, at Syrakus skulle alliere sig med romerne, betaler en krigsskadeserstatning på 100 talenter sølv og acceptere at forsyne den romerske hær på Sicilien (muligvis den vigtigste betingelse). Efter Syrakus' havde overgivet sig til romerne skiftede flere mindre byer – der tidligere var allierede med Karthago – ligeledes allianceforhold til romerne. Karthago valgte Akragas (Latin: Agrigentum; moderne navn: Agrigento) som deres strategiske centrum på Sicilien. Romerne belejrede efterfølgende Agrigentum i 262 f.Kr. Romanske forsyninger var dog utilstrækkelige, dels fordi Karthagos flådestyrke forhindrede romerske forsyninger i at nå Sicilien, og dels fordi romerne var ikke vant til at forsyne en så stor hær på 40.000 mand. Ved høsttid blev størstedelen af den romerske hær derfor spredt ud over et stort område for at høste afgrøder og finde forsyninger. Karthagerne, under ledelse af Hannibal Gisco, angreb den romerske lejr med en stor styrke, hvilket overraskede romerne, men de formåede dog at samle sig og drive karthagerne på flugt. Efter dette angreb blev begge parter mere forsigtige.
Samtidig havde Karthago rekrutteret en hær i Afrika, som blev sendt til Sicilien. Hæren bestod af 50.000 infanteri, 6.000 kavaleri og 60 krigselefanter. Hæren blev ledet af Hanno (søn af Hannibal) og omfattede soldater fra forskellige regioner og områder spsom ligurere, keltiske stammer og iberere. Fem måneder efter belejringens start ankom Hanno for at befri Agrigentum. I stedet for et direkte angreb slog han lejr på højere grund og begrænsede sig til mindre træfninger og træning af tropperne. To måneder senere, i foråret 261 f.Kr., angreb han endelig. Karthagerne led et stort nederlag i Slaget ved Agrigentum. De romerske styrker ledet af konsulerne, Lucius Postumius Megellus og Quintus Mamilius Vitulus, forfulgte karthagerne. Under forfølgelsen erobrede romerne de karthaginske elefanter og forsyningskolonne. Samme nat lykkedes det den karthaginske garnison at flygte, mens romerne var distraheret. Dagen efter indtog romerne Agrigentum og tog dens indbyggere til fange. 25.000 mennesker blev solgt som slaver.
Sejren ved Agrigentum blev ikke umiddelbart efterfulgt af en afgørende romersk sejr. I flere år herefter forløb krigen fragmenteret med mindre succeser for begge sider, men uden et klart fokus. Dette skyldes delvis, at romernes fokus lå andre steder: Romerne brugte mange ressourcer på kampagner mod Korsika og Sardinien – som i sidste ende mislykkedes – samt et lige så forgæves forsøg på en invasion af Nordafrika. Efter indtagelsen af Agrigentum belejrede romerne Mytistraton i syv måneder uden held. I 259 f.Kr. rykkede de frem mod Thermae på Siciliens nordkyst, men dette mislykkedes også, da intern splid i den romerske hær gav karthagerne en fordel. Den karthagiske hærfører, Hamilkar, udnyttede romernes splid og angreb dem overraskende. Han påførte romerne store tab og dræbte 4.000-6.000. Hamilkar fortsatte sin fremmarch og erobrede Enna i det centrale Sicilien samt Camarina i sydøst, og kom farligt tæt på Syracuse. Hamilkar virkede tæt på at overrende hele Sicilien. I det efterfølgende år generobrede romerne Enna og indtog endelig Mytistraton. De angreb derefter Panormus (det moderne Palermo), men måtte trække sig tilbage. De formåede dog at indtage Hippana. I 258 f.Kr. generobrede de Camarina efter en lang belejring. De næste par år bestod krigen primært af plyndringer og mindre træfninger, hvor små byer skiftede side mellem den Romerske Republik og Karthago.

## Rom bygger en flåde
På Sicilien nåede krigen et dødvande. Karthagerne koncentrerede sig om at forsvare deres befæstede byer, som hovedsageligt lå langs kysterne. Dette gjorde det nemt at forsyne og forstærke byerne ad søvejen, uden at romerne kunne udnytte deres landmilitære overlegenhed til at forhindre det. Fokus flyttes derfor i stedet på kontrollen over havet og søslag, hvor romerne havde begrænset erfaring. Tidligere, når romerne havde haft behov for en flåde, havde de typisk forladt sig på mindre eskadrer leveret af deres latinske eller græske allierede. I 260 f.Kr. besluttede romerne at bygge en flåde. De brugte en strandet karthaginsk quinquereme (et krigsskib med fem rækker årer) som skabelon for deres egne skibe. Som uerfarne skibsbyggere byggede romerne kopier, der var tungere end de karthaginske skibe. Dette gjorde de romerske skibe markant langsommere og mindre manøvredygtige.
Romerne byggede 120 krigsskibe i 260 f.Kr. og sendte dem til Sicilien for at træne besætningerne. En af årets konsuler, Gnæus Cornelius Scipio, sejlede med de første 17 skibe mod de Æoliske Øer nordøst for Sicilien. Målet var at indtage hovedhavnen Lipara. Den karthagiske flåde, under ledelse af Hannibal Gisco (tidligere garnisonschef i Agrigentum), lå for anker i Panormus, omkring 100 kilometer fra Lipara. Da Hannibal fik besked om romernes planer, sendte han 20 skibe under Boödes mod Lipara. Karthagerne ankom om natten og fangede den romerske flåde i havnen. I hvad der er kendt som Slaget ved Lipari-øerne, angreb Boödes' skibe herefter de uerfarne romere, der ikke ydede stor modstand. Panik udbrød blandt nogle romere, der flygtede ind på land. Konsul Scipio blev taget til fange. Stort set alle romerske skibe blev erobret næsten uden kamp. Kort efter stødte Hannibal på den samlede romerske flåde med sine 50 skibe. Han undslap, men mistede de fleste af sine skibe i processen. Det var efter denne træfning, at romerne besluttede at montere enterbroen (corvus) på deres skibe.
Scipios medkonsul, Gajus Duilius, gav ledelsen af den romerske hær til nogle underordnede og tog selv kommandoen over flåden. Han sejlede straks ud for at søge kamp. De to flåder mødtes ud for Mylaes kyst i Slaget ved Mylae. Hannibal havde 130 skibe under sin komando, mens historikeren John Lazenby har estimeret, at Duilius havde omtrent det samme antal. Kartagerne forventede sejr på grund af deres besætningers overlegne erfaring og deres hurtigere og mere manøvredygtige galejer og brød formationen for hurtigt at nærme sig romerne. De første 30 kartagiske skibe blev fanget af romernes corvus og blev succesfuldt bordet af romerne, inklusive Hannibals eget skib – han undslap dog i en robåd. Da de så dette, svingede de resterende kartagere bredt ud og forsøgte at angribe romerne fra siden eller bagfra. Romerne imødegik dette succesfuldt og erobrede yderligere 20 kartagiske skibe. De tilbagevende kartagere skibe afbrød deres angreb og formåede at undslippe, da de var hurtigere end romerne. Duilius sejlede efterfølgende mod den romersk holdte by Segesta for at komme den undsætning, da den havde været under belejring.
Fra begyndelsen af 262 f.Kr. havde kartagiske skibe angrebet den italienske kyst fra baser på Sardinien og Korsika. Året efter Mylae, i 259 f.Kr., ledte konsul Lucius Cornelius Scipio en del af flåden mod Aléria på Korsika og erobrede den. Derefter angreb han Ulbia på Sardinien, men blev slået tilbage og mistede også Aléria. I 258 f.Kr. mødte en stærkere romersk flåde en mindre kartagisk flåde i Slaget ved Sulci ud for byen Sulci i det vestlige Sardinien og påførte dem et tungt nederlag. Den kartagiske kommandør Hannibal Gisco, der forlod sine mænd og flygtede til Sulci, blev senere fanget af sine soldater og korsfæstet. På trods af denne sejr var romerne – som forsøgte at angribe både Sardinien og Sicilien samtidig – ikke i stand til at udnytte den, og angrebet på det kartagisk-holdte Sardinien gik i stå.
I 257 f.Kr. lå den romerske flåde tilfældigvis for anker ud for Tyndaris i det nordøstlige Sicilien, da den kartagiske flåde – uvidende om den romerske tilstedeværelse – sejlede forbi i løs formation. Den romerske kommandør, Gajus Atilius Regulus, beordrede et øjeblikkeligt angreb, hvilket indledte Slaget ved Tyndaris. Dette resulterede i, at den romerske flåde satte til havs på en kaotisk måde. Kartagerne reagerede hurtigt ved at ramme og sænke ni af de ti forreste romerske skibe. Da hovedstyrken af de romerske skibe kom i aktion sank de otte kartagiske skibe og erobrede ti. Kartagerne trak sig herefter tilbage, hvilket lykkes uden yderligere tab, da de igen var hurtigere end romerne. Romerne raiderede derefter både Lipari-øerne og Malta.

## Invasion af Afrika
Roms sejre til søs ved Mylae og Sulci, samt deres frustration over dødvandet på Sicilien, fik dem til at fastligge en havbaseret strategi og udvikle en plan for at invadere det kartagiske hjemland i Nordafrika og true deres hovedby Karthago (nær nutidens Tunis). Begge parter var opsatte på at etablere søherredømme og investerede store mængder penge og arbejdskraft i at opretholde og forøge størrelsen af deres flåder. Den romerske flåde på 330 krigsskibe og et ukendt antal transportskibe sejlede fra Ostia, Roms havn, i begyndelsen af 256 f.Kr., som var ledet af årets to konsuler, Marcus Atilius Regulus og Lucius Manlius Vulso Longus. Romerne sendte cirka 26.000 legionærer fra de romerske styrker på Sicilien kort før slaget. De planlagde at krydse til Afrika og invadere Karthagos hjemland – der der i dag er Tunesien.
Karthagerne kendte til romernes hensigter og samlede derfor alle deres 350 krigsskibe under Hanno den Store og Hamilkar ved Siciliens sydkyst for at sejle romerne i møde. Med en samlet involvering af cirka 680 krigsskibe – der transporterede op til 290.000 besætningsmedlemmer og marinesoldater – var det efterfølgende Slaget ved Kap Ecnomus muligvis det største søslag i historien målt på antallet af involverede kombattanter. Ved slagets begyndelse tog karthagerne initiativet i håb om, at deres overlegne evner til at manøvrere skibene ville få en afgørende betydning. Efter en dag med langvarig og forvirret kamp blev karthagerne besejret, da de mistede 30 skibe, der blev sunket, og 64 skibe, der blev erobret, mens romernes tab var 24 skibe(der blev sunket).
Efter sejren landede den romerske hær, under Regulus' komando, i Afrika nær Aspis (nutidens Kelibia) på Kap Bon-halvøen og begyndte at hærge det karthagiske landskab. Efter en kort belejring blev Aspis erobret. De fleste af de romerske skibe vendte tilbage til Sicilien, og efterlod Regulus med 15.000 infanterister og 500 kavalerister til at fortsætte krigen i Afrika. Regulus lagde herefter byen Adys under belejring. Karthagerne havde tilbagekaldt Hamilkar fra Sicilien med 5.000 infanterister og 500 kavalerister. Hamilkar, Hasdrubal og en tredje general ved navn Bostar blev i fællesskab givet kommandoen over hæren, som var stærk i kavaleri og elefanter og cirka talte samme størrelse som den romerske styrke. Karthagerne etablerede en lejr på en bakke nær Adys. Romerne gennemførte en natmarch og iværksatte et overraskelsesangreb ved daggry på lejren fra to retninger. Efter en forvirrende kampe brød karthagerne sammen og flygtede. Deres tab er ukendte, selvom deres elefanter og kavaleri slap væk med få tab.
Romerne fulgte denne sejr op ved at erobrede Tunis, som kun lå 16 km fra Karthago. Romerne plyndrede og ødelagde herefter det nærliggende område omkring Karthago. I desperation søgte karthagerne fred, men Regulus tilbød så hårde betingelser, at karthagerne besluttede at kæmpe videre. Ansvaret for træningen af karthagernes hær blev herefter givet til den spartanske lejesoldatskommandør Xanthippus. I 255 f.Kr. førte Xanthippus en hær på 12.000 infanterister, 4.000 kavalerister og 100 elefanter mod romerne og besejrede dem i Slaget ved Tunis. Omkring 2.000 romere trak sig tilbage til Aspis. 500, herunder Regulus selv, blev taget til fange. Resten blev dræbt. Xanthippus – som frygtede de karthagiske generalers (som han lige havde overgået ) misundelse – tog sin betaling og vendte tilbage til Grækenland. Romerne sendte en flåde for at evakuere deres overlevende. Den blev opfanget af en karthagisk flåde ud for Kap Bon (i den nordøstlige del af det moderne Tunesien), og i det efterfølgende Slag ved Kap Hermaeum blev karthagerne besejret og mistede 114 skibe (som blev overtaget af romerne). Den romerske flåde blev ødelagt af en efterfølgende storm, mens den var på vej tilbage til Italien. Her sank 384 skibe ud af 464, mens 100.000 mænd omkom – de fleste heraf var ikke-romerske latinske allierede (se socii). Det er muligt, at det romerske corvus gjorde de romerske skibe usædvanligt ustabile og medvirkede til det høje antal forliste skibe. Der er ingen gengivelse af, at disse (corvus) blev brugt efter denne katastrofe i diverse antikke kilder.

## Sicilien 255–248 f.Kr.
Efter at have mistet det meste af deres flåde i forbindelse med stormen i 255 f.Kr. genopbyggede romerne hurtigt deres flåde. De byggede 220 nye skibe. I 254 f.Kr. angreb og erobrede karthaginerne Akragas, men da de ikke troede, de kunne holde byen, brændte de den ned, jævnede dens mure og forlod den. I mellemtiden lancerede romerne en offensiv på Sicilien. Hele deres flåde – under kommandoen af begge konsulerne – angreb Panormus (nutidens Palermo) tidligt på året. Byen blev belejret og blokeret, og belejringsmaskiner blev opstillet. Disse maskiner skabte et brud i murene, som romerne stormede, hvorefter de erobrede den ydre by. Den indre by overgav sig hurtigt. De 14.000 indbyggere, der havde råd, betalte en løsesum til romerne, for at undgå at blive taget som slaver. De resterende 13.000 indbyggere blev solgt som slaver. Meget af den vestlige del af Sicilien kom derefter under romersk kontrol: byerne Ietas, Solous, Petra og Tyndaris indgik alle fredsaftale.
I 253 f.Kr. skiftede romerne fokus tilbage til Afrika og gennemførte flere togter. De mistede yderligere 150  ud af 220 skibe i deres flåde som følge af en storm, der hærgede dem på hjemrejsen fra et togt i Nordafrika (øst for Karthago). De genopbyggede derefter igen deres flåde. Året efter rettede romerne deres opmærksomhed mod det nordvestlige Sicilien. De sendte en flådeekspedition mod Lilybaeum. Undervejs erobrede og nedbrændte romerne de karthaginsk-kontrollerede byer Selinous og Heraclea Minoa, men de mislykkedes i at indtage Lilybaeum. I 252 f.Kr. erobrede de Thermae og Lipara, som var blevet isoleret efter faldet af Panormus. Ellers undgik de kamp i 252 og 251 f.Kr. – i henhold til Polybius – fordi de frygtede de krigselefanter, som karthaginerne havde sendt til Sicilien.
I slutningen af sommeren 251 f.Kr. rykkede den karthaginske kommandør Hasdrubal – som tidligere havde kæmpet mod Regulus i Afrika – frem mod Panormus og ødelagde landskabet, idet han havde hørt, at den ene romerske konsul havde forladt Sicilien med halvdelen af den romerske hær. Den romerske hær, som havde været spredt for at indsamle høsten, trak sig tilbage til Panormus. Hasdrubal rykkede dristigt frem med det meste af sin hær, inklusive elefanterne, mod byens mure. Den romerske kommandør Lucius Caecilius Metellus sendte spejdere ud for at chikanere karthaginerne og forsynede dem konstant med spyd fra lagrene i byen. Jorden var dækket af skanser, bygget under den romerske belejring af byen, hvilket gjorde det vanskeligt for elefanterne at rykke frem. Beskudt af projektiler og ude af stand til at gengælde, flygtede elefanterne gennem den karthaginske infanteri bag dem. Metellus havde opportunistisk flyttet en stor styrke til karthaginernes venstre flanke, som derefter angreb de desorienterede karthaginere. Karthaginerne flygtede og Metellus erobrede ti elefanter, men han tillod ikke en forfølgelse af de karthaginske tropper. Beretninger fra samtiden rapporterer ikke om tab på nogen af siderne, og moderne historikere anser senere påstande om 20.000-30.000 karthaginske tab for usandsynlige.
Opildnet af deres sejr ved Panormus rykkede romerne frem mod den vigtigste karthagiske base på Sicilien, Lilybaeum, i 249 f.Kr. En stor hær under ledelse af årets konsuler Publius Claudius Pulcher og Lucius Junius Pullus belejrede byen. De havde genopbygget deres flåde, og 200 skibe blokerede havnen. Tidligt i blokaden samledes 50 karthagiske quinqueremer ved Egadi-øerne, som ligger 15–40 km vest for Sicilien. Da der kom en stærk vestenvind, sejlede de ind i Lilybaeum, før romerne kunne reagere, og afgav forstærkninger og en stor mængde forsyninger. De undslap romerne ved at forlade byen om natten og evakuerede det karthagiske kavaleri. Romerne forseglede landtilgangen til Lilybaeum med jord- og tømmerlejre samt mure. De gjorde gentagne forsøg på at blokere havneindgangen med en tung tømmerbom, men på grund af de voldsomme havforhold var de uden virkning. Den karthagiske garnison blev forsynet af blokadebrydere, som var lette og manøvredygtige quinqueremer med højtuddannede besætninger og erfarne kaptajner.
Pulcher besluttede at angribe den karthagiske flåde, som lå i havnen i den nærliggende by Drepana (nutidens Trapani). Den romerske flåde sejlede om natten for at udføre et overraskelsesangreb, men blev spredt i mørket. Den karthagiske kommandør Adherbal var i stand til at føre sin flåde ud til havs, før de blev fanget, og inden modangrebet i forbindelse med Slaget ved Drepana. Romerne blev presset op mod kysten, og efter en hård dags kamp blev de besejret af de mere manøvredygtige karthagiske skibe med deres bedre trænede besætninger. Det var Karthagos største flådesejr under krigen. Karthago gik over til en maritim offensiv og påførte endnu et tungt nederlag i forbindelse med Slaget ved Phintias og fejede næsten romerne væk fra havet. Der gik syv år, før Rom igen forsøgte at stille med en betydelig flåde, mens Karthago satte de fleste af sine skibe i reserve for at spare penge og frigøre arbejdskraft.

## Konklusion
I år 248 f.Kr. holdt karthagerne kun to byer på Sicilien: Lilybaeum og Drepana. Disse var godt befæstede og beliggende på vestkysten, hvor de kunne forsynes og forstærkes uden at romerne kunne involvere og bruge deres overlegne hær. Da Hamilkar Barkas overtog kommandoen over karthagerne på Sicilien i 247 f.Kr., fik han kun tildelt en lille hær, og den karthagiske flåde blev gradvist trukket tilbage. Fjendtlighederne mellem de romerske og karthagiske styrker aftog til små landoperationer, hvilket passede til den karthagiske strategi. Hamilkar anvendte kombinerede våbentaktikker og en Fabiansk strategi fra sin base ved Eryx, nord for Drepana. Denne guerillakrigsførelse holdt de romerske legioner bundet og bevarede Karthagos fodfæste på Sicilien.
Efter mere end 20 års krig var begge stater økonomisk og demografisk udmattede. Beviser på Karthagos økonomiske situation inkluderer deres anmodning om et lån på 2.000 talenter fra det Ptolemæiske Kongerige, som blev afvist. Rom var også tæt på konkurs, og antallet af voksne mandlige borgere, som leverede tropper til flåden og legionerne, var faldet med 17 procent siden krigens begyndelse. Goldsworthy beskriver Roms tab af borgere som 'forfærdelige'.
Sent i år 243 f.Kr., indså Senatet, at de ikke ville erobre Drepana og Lilybaeum, medmindre de kunne udvide deres blokade til havet. Derfor besluttede de at bygge en ny flåde. Da statskassen var tømt, henvendte Senatet sig til Roms rigeste borgere for at få lån til at finansiere konstruktionen af disse nye skibe. Tilbagebetalingen af disse lån skulle ske, ved at pålægge Karthago krigsskadeerstatninger, når krigen var vundet. Resultatet var en flåde på cirka 200 quinqueremer, bygget, udstyret og bemandet uden statslige udgifter. Romerne konstruerede skibene i deres nye flåde efter en erobret blokadebryder med særligt gode egenskaber. På dette tidspunkt var romerne erfarne skibsbyggere, og med et velprøvet fartøj som model kunne de producere høj-kvalitets quinqueremer. Romerne opgav corvus, hvilket forbedrede skibenes hastighed og manøvredygtighed, men tvang romerne til at ændre deres taktikker. De skulle nu i højere grad være overlegne sømænd snarere end overlegne soldater for at besejre karthagerne.
Karthagerne opbyggede en større flåde, som de havde til hensigt at bruge til at transportere forsyninger til Sicilien. Flåden skulle derefter tage en stor del af den karthagiske hær, der var stationeret der, med som marinesoldater. Den blev opfanget af den romerske flåde under Gajus Lutatius Catulus og Quintus Valerius Falto, og i det hårdt udkæmpede slag ved Aegates-øerne besejrede de bedre trænede romere den underbemandede og dårligt trænede karthagiske flåde. Efter at have opnået denne afgørende sejr, fortsatte romerne deres landoperationer på Sicilien mod Lilybaeum og Drepana. Det karthagiske Senat var tilbageholdende med at tildele de nødvendige ressourcer til at få bygget og bemandet en ny flåde. I stedet beordrede de Hamilkar til at forhandle en fredsaftale med romerne, hvilket han overlod til sin underordnede Gisco. Lutatius-traktaten blev underskrevet og afsluttede den Første Puniske Krig: Karthago evakuerede Sicilien, overgav alle fanger taget under krigen og betalte en erstatning på 3.200 talenter over ti år.

## Efterspil
Krigen varede 23 år, den længste krig i romersk-græsk historie og den største flådeslag i den antikke verden. Efter krigen forsøgte Karthago at undgå at betale sine udenlandske lejesoldater fuld løn. Dette medførte, at disse lejesoldater til sidst gjorde oprør og fik følgeskab af mange utilfredse lokale grupper (dette er kendt som Lejesoldatskrigen). Dette oprør blev nedkæmpet med stor vanskelighed og betydelig brutalitet. I år 237 f.Kr. forberedte Karthago en ekspedition for at genvinde øen Sardinien, som var gået tabt til oprørerne. Romerne erklærede kynisk, at de betragtede dette som en krigshandling. Deres fredsbetingelser var afståelse af Sardinien og Korsika samt en yderligere betaling af en erstatning på 1.200 talenter. Svækket af 30 års krig gik Karthago med til det, frem for at indgå i en ny konflikt med Rom. Den yderligere betaling og afståelsen af Sardinien og Korsika blev tilføjet traktaten som et tillæg. Disse handlinger fra Rom nærede harme i Karthago, som ikke var forsonet med Roms opfattelse af situationen. Dette betragtes derfor som medvirkende faktorer til udbruddet af den Anden Puniske Krig.
Hamilkar Barkas' ledende rolle i nederlaget for de oprørske udenlandske tropper og afrikanske oprørere (under Lejesoldatskrigen) øgede Barcid-familiens prestige og magt betydeligt. I 237 f.Kr. ledte Hamilkar mange af sine veteraner på en ekspedition for at udvide Karthagos besiddelser i det sydlige Iberia (nutidens Spanien). I løbet af de følgende 20 år blev dette et semi-autonomt Barcid-fæstedømme og kilden til meget af det sølv, der blev brugt til at betale den store krigsskadeerstatning, som Karthago skyldte Rom.
For Rom markerede afslutningen på den Første Puniske Krig begyndelsen på deres ekspansion ud over grænserne for den Italienske Halvø. Sicilien blev den første romerske provins – kendt som Sicilia – styret af en tidligere praetor. Sicilien blev vigtig for Rom som en kilde til korn. Sardinien og Korsika blev også til en romersk provins og en kilde til korn, under administrationen af en praetor, selvom en stærk militær tilstedeværelse var nødvendig i (mindst) de næste syv år, da romerne kæmpede for at undertrykke de lokale indbyggere. Syrakus fik nominelt selvstændighed og status som allieret for Hieron II's levetid. Fra nu af var Rom den ledende militærmagt i det vestlige Middelhav og i stigende grad i Middelhavsområdet som helhed. Romerne havde bygget mere end 1.000 galejer under krigen, og denne erfaring med at bygge, bemande, træne, forsyne og vedligeholde så mange skibe lagde grundlaget for Roms maritime dominans i 600 år. Spørgsmålet om, hvilken stat der skulle kontrollere det vestlige Middelhav, forblev åbent, og da Karthago belejrede den romersk beskyttede by Saguntum i det østlige Iberia i 218 f.Kr., udløste det den Anden Puniske Krig med Rom.

## Liste over slag
| Dato                  | Navn                               | Områder (i dag)   | Resultat        | Tab                                       | Kommentar                                                                                                |
| --------------------- | ---------------------------------- | ----------------- | --------------- | ----------------------------------------- | --- |
| 264 f.Kr.             | Slaget ved Messana                 | Messina,          | Romersk sejr    | - Rom: 1.340 - Karthago: ca. 6.000        | |
| 262 f.Kr.             | Slaget ved Agrigentum              | Agrigentum,       | Romersk sejr    | - Rom: ukendt - Karthago: ukendt          | |
| 260 f.Kr.             | Slaget ved Lipari-øerne            | Lipari,           | Karthagisk sejr | - Rom: 17 skibe erobret - Karthago: ingen | |
| 260 f.Kr.             | Slaget ved Mylae                   | Nær Milazzo,      | Romersk sejr    | - Rom: ukendt - Karthago: 10.000          | |
| 259 f.Kr.             | Slaget ved Thermae                 | Termini Imerese,  | Karthagisk sejr | - Rom: 4.000-6.000 - Karthago: Ukendt     | |
| 258 f.Kr.             | Slaget ved Sulci                   | Sulci,            | Romersk sejr    | - Rom: ukendt - Karthago: ukendt          | |
| 257 f.Kr.             | Slaget ved Tyndaris                | Tindari,          | Romersk sejr    | - Rom: 9 skibe - Karthago: 18 skibe       | |
| 256 f.Kr.             | Slaget ved Kap Ecnomus             | Sydlige Sicilien, | Romersk sejr    | - Rom: 10.000 - Karthago: 30-40.000       | |
| 256 f.Kr.             | Slaget ved Adys                    | Uthina,           | Romersk sejr    | - Rom: lette - Karthago: lette            | |
| 255 f.Kr.             | Belejringen af Aspis               | Kelibia,          | Romersk sejr    | - Rom: ukendt - Karthago: ukendt          | |
| 255 f.Kr.             | Slaget ved Bagradasfloden          | Nær Tunis,        | Karthagisk sejr | - Rom: 13.500 - Karthago: mindst 800      | |
| 255 f.Kr.             | Romersk tilbagetrækning fra Afrika | Kap Bon,          | Uafklaret       | - Rom: +300 skibe - Karthago: 130 skibe   | 384 romerske krigsskibe og 300 fragtskibe sank, og over 100.000 mand gik tabt i den efterfølgende storm. |
| 250 f.Kr.             | Slaget ved Panormus                | Palermo,          | Romersk sejr    | - Rom: lette - Karthago: høje             | |
| 250 f.Kr. – 241 f.Kr. | Belejringen af Lilybaeum           | Lilybaeum,        | Romersk sejr    | - Rom: ukendt - Karthago: ukendt          | |
| 249 f.Kr.             | Slaget ved Phintias                | Licata,           | Karthagisk sejr | - Rom: høje - Karthago: lette             | |
| 249 f.Kr. – 241 f.Kr. | Belejringen af Drepana             | Trapani,          |                 |                                           | |
| 241 f.Kr. (10. marts) | Slaget ved de Ægadiske Øer         | Ægadiske Øer,     | Romersk sejr    | - Rom: 80 skibe - Karthago: 120 skibe     | |